# Gertrude Ticho
Gertrude Ticho (geboren als Gertrude Höllwarth, 19. Oktober 1920 in Wien; gestorben 10. Februar 2004 in Chevy Chase (Maryland)) war eine austroamerikanische Psychoanalytikerin. 

## Leben
Gertrude Höllwarth besuchte ein Realgymnasium in Wien und studierte Medizin an der Universität Wien. Sie wurde im April 1944 mit einer Dissertation über Ranula bei Emil Wessely promoviert. Sie absolvierte 1946 eine psychoanalytische Ausbildung am Österreichischen Institut für Psychologische Forschung und Psychotherapie, ihre Lehranalytiker waren Otto Fleischmann und Alfred Winterstein.
1951 emigrierte sie nach Brasilien und arbeitete ab 1953 als Lehranalytikerin in São Paulo. Ab 1955 arbeitete sie gemeinsam mit Ernst Ticho (1915–1997), den sie 1956 heiratete, in den USA an der Menninger Clinic in Topeka (Kansas), und war von 1969 bis 1974 Direktorin des Topeka Institute for Psychoanalysis. Ab 1973 war sie Clinical Professor für Psychiatrie an der George Washington University und bildete Analytiker am Washington Psychoanalytic Institute aus. Ticho war Mitglied der American Psychoanalytic Association und der Wiener Psychoanalytischen Vereinigung. 
Ticho formulierte als Ziel einer psychoanalytischen Behandlung die Fähigkeit des Patienten zur Selbstanalyse. 

## Schriften (Auswahl)
- Gertrude Höllwarth: Ueber Ranula. Wien, Med. F., Diss., 1944
- On self-analysis. International Journal of Psychoanalysis (IJP) 48, 1967, S. 308–318
  - Selbstanalyse als Ziel der psychoanalytischen Behandlung. In: Psyche, 1971, S. 31–43
- mit Ernst Ticho: Das Behandlungsbündnis und die Übertragungsneurose. Jb Psychoanal 6, 1969, S. 19–34
- Discussion of Hoppe, K.D.: The emotional reactions of psychiatrists when confronting survivors of persecution. Psychoanalytic Forum 3, 1969, S. 208–209
- Cultural aspects of transference and countertransference. Bulletin Menninger Clinic 35, 1971, S. 313–334
- mit Ernst Ticho: Freud and the Viennese. IJP 53, 1972, S. 301–306